# Relación de negocio
El artículo 3.9 de la Directiva 2005/60/CE del Parlamento Europeo y del Consejo de 26 de octubre de 2005, relativa a la prevención de la utilización del sistema financiero para el blanqueo de capitales y para la financiación del terrorismo (PBC&PFT), define relación de negocio como aquel tipo de relación empresarial, profesional o comercial vinculada a la actividad profesional de las entidades y personas sujetas a la presente Directiva y que, en el momento en el que se establece el contacto, pretenda tener una cierta duración.